# Zubàkine
Zubàkine (en (ucraïnès): Зубакіне) és un poble de la República Autònoma de Crimea a Ucraïna, que el 2014 tenia 144 habitants. Pertany al districte de Bakhtxissarai. Fins al 1948 la vila es deia Fiódorovka.

## Població
Segons les dades del 2001 la composició de la població de la vila de Zubàkino d'acord amb la llengua que empren és la següent:
| Llengua  | %     |
| -------- | ----- |
| Rus      | 66,21 |
| Tàtar    | 28,97 |
| Ucraïnès | 4,14  |
| Altres   | 0,69  |